# شهرستان جفرسون (تنسی)
شهرستان جفرسون، تنسی (به انگلیسی: Jefferson County, Tennessee) یک سکونتگاه مسکونی در ایالات متحده آمریکا است که در تنسی واقع شده‌است.

## خصوصیات
شهرستان جفرسون ۸۱۴ کیلومترمربع مساحت دارد.